# الخط الزمني للصراع الفلسطيني الإسرائيلي 2008
في عام 2008، سعت إسرائيل إلى وقف إطلاق الصواريخ وقذائف الهاون من غزة، مما أدى إلى مقتل أربعة مدنيين إسرائيليين في ذلك العام وتسبب في صدمة واسعة النطاق وتعطيل الحياة في البلدات والقرى الإسرائيلية القريبة من حدود غزة. بالإضافة إلى ذلك، أصرت إسرائيل على أن أي صفقة تتضمن إنهاء الحشد العسكري لحماس في غزة، والتحرك نحو إطلاق سراح جلعاد شاليط. أرادت حماس وضع حد للضربات العسكرية الإسرائيلية المتكررة والتوغلات في غزة، وتخفيف الحصار الاقتصادي الذي فرضته إسرائيل منذ سيطرة حماس على القطاع في عام 2007.

## يناير

### 2 يناير
- لقى ستة فلسطينيين ينتمون لثلاثة فصائل مسلحة مصرعهم صباح اليوم الأربعاء في عملية جوية وبرية إسرائيلية مشتركة في قطاع غزة بالقرب من مدينة غزة. ولقي الفلسطينيون الخمسة، أربعة من حماس وواحد من لجان المقاومة الشعبية، حتفهم عندما طلبت القوات البرية الإسرائيلية دعما جويا بعد أن أطلق الفلسطينيون صواريخ مضادة للدبابات على الجنود. أما السادس، وهو عضو في كتائب شهداء الأقصى التابعة لفتح، فقد قتل في معركة بالأسلحة النارية مع القوات الإسرائيلية.[3]

### 3 يناير
- أرسلت إسرائيل الطائرات والدبابات لضرب المباني التي يستخدمها المقاومون. وكان معظمهم في خان يونس. وفي أحد الاشتباكات، قصف الجيش الإسرائيلي منزلاً في المدينة، مما أسفر عن مقتل أحد أعضاء الجهاد الإسلامي مع والدته وشقيقته وابنته. قُتل شقيقه أيضًا ومن المحتمل أن يكون تابعا للحركة أيضا. وقالت المتحدثة باسم الجيش الإسرائيلي النقيب نوع مئير إن المسلحين يتعمدون استخدام المناطق المدنية لإطلاق النار على القوات وتلقي باللوم عليهم في مقتلهم. وقُتل 12 فلسطينيا، اثنان إلى أربعة منهم من المدنيين.[4]
- ورد الفلسطينيون على الغارات الجوية الإسرائيلية بإطلاق سبعة صواريخ من طراز القسام، أصاب أحدها ساحة منزل في بلدة سديروت. كما أطلق فلسطينيون 25 صاروخًا آخر على بلدات والقوات الإسرائيلية في النقب الغربي.
- وفي نابلس، عثرت قوات الاحتلال على صاروخين قيد المعالجة في مخبأ للأسلحة تابع لحركة حماس.[5]

## فبراير

### 4 فبراير
- هجوم ديمونة فجر انتحاري قنبلته مما أدى إلى مقتل امرأة مسنة. قتل شريك على يد الشرطة. حماس تعلن مسؤوليتها.
- وفي هذه الأثناء، سقط صاروخ من طراز القسام على منطقة مفتوحة في النقب الغربي صباح الجمعة. ولم يبلغ عن أي أضرار أو إصابات.

### 5 فبراير
- أصيب طفل يبلغ من العمر 8 أعوام وشقيقه الأكبر بجروح خطيرة يوم السبت عندما سقط صاروخ من غزة على بلدة سديروت الحدودية الإسرائيلية. وتم نقل والدتهم وشقيقهم الثالث إلى المستشفى وهم يعانون من الصدمة.وصلة مكسورة

### 7 فبراير
- قُتل مدرس يبلغ من العمر 38 عامًا وأصيب ثلاثة تلاميذ يبلغون من العمر 16 عامًا بنيران القوات الإسرائيلية في مدرسة زراعية في بيت حانون. وفي حادث منفصل، تبادلت القوات الإسرائيلية إطلاق النار مع حماس، مما أسفر عن مقتل ستة مقاتلين فلسطينيين.[6]

### 25 فبراير
- مسلحون فلسطينيون يطلقون خمسة صواريخ قسام على بلدات إسرائيلية، سقط أحدها بالقرب من مدرسة في سديروت. وأصيب يوسي تشيموف البالغ من العمر 10 سنوات بجروح خطيرة في الهجوم.
- قُتل ناشطان فلسطينيان مسلحان وأصيب ثلاثة آخرون في غارة جوية إسرائيلية في خان يونس. وبعد فترة وجيزة، قُتل أحد المسلحين وأصيب اثنان آخران في هجوم آخر، هذه المرة في شمال غزة.

### 27 فبراير
- أطلق المسلحون الفلسطينيون أكثر من 46 صاروخًا من صواريخ القسام على النقب الغربي، وسقط الكثير منها على مدينة عسقلان وبلدة سديروت من بين بلدات وقرى أخرى في المنطقة. أدى أحد الصواريخ التي سقطت في ساحة انتظار السيارات في كلية سابير إلى مقتل الطالب روني يشيا البالغ من العمر 47 عاما. وأصاب صاروخ آخر بشكل مباشر غرفة طعام في أحد المصانع، فدمرت الغرفة. وقال صاحب المصنع، يوسي شوغي: "لقد حدث الكثير من الضرر هنا. إنها معجزة أن عشرات الأشخاص لم يقتلوا هنا اليوم، ولو كان قد وقع أثناء وقت الغداء لكانت كارثة".
- وبعد لقائها مع رئيس الوزراء الإسرائيلي إيهود أولمرت في طوكيو، قالت وزيرة الخارجية الأميركية كوندوليزا رايس: "لقد شعرنا جميعا بالأسف لمقتل الطالب الجامعي الإسرائيلي وأكدنا له (أولمرت) أننا سنواصل التأكيد بوضوح على أن الصاروخ قد تم إطلاقه". يجب أن تتوقف الهجمات ضد إسرائيل."

### 29 فبراير
- شنت القوات الإسرائيلية ما أسمتها عملية الشتاء الساخن بزعم ردها على الهجمات الصاروخية الأطول مدى التي شنتها الفصائل الفلسطينية. استمرت من 29 فبراير إلى 3 مارس. وقُتل ما لا يقل عن 112 فلسطينيًا وثلاثة إسرائيليين، وأصيب أكثر من 150 فلسطينيًا وسبعة إسرائيليين.[7]

## مارس

### 6 مارس
- عملية القسامي علاء أبو دهيم: قُتل ثمانية مدنيين إسرائيليين وأصيب تسعة آخرون في عملية إطلاق نار نفذها فلسطيني في مدرسة دينية يهودية في القدس.[8]

### 18 مارس
- كما قتل أحد الهاربين من حركة الجهاد الإسلامي في كفر صيدا، شمال طولكرم، خلال عملية نفذتها فرقة مكافحة الإرهاب التابعة لجيش الاحتلال.
- قوات كوماندوز إسرائيلية تقتل أربعة نشطاء مسلحين في سيارة بالضفة الغربية، ثلاثة منهم من حركة الجهاد الإسلامي.

### 27 مارس
- ألقى جنود إسرائيليون، خلال مداهمة في الضفة الغربية، القبض على منفذ هجوم عيد الفصح خلال الانتفاضة الفلسطينية، وهو هجوم وقع عام 2002 وأدى إلى مقتل 30 شخصا وإصابة 143 آخرين خلال احتفال بعيد الفصح.

- وقال الجيش إن عمر جبار خطط للهجوم في فندق بارك في مدينة نتانيا الساحلية. كان الهجوم نقطة تحول في الصراع، مما دفع الجيش الإسرائيلي إلى شن هجوم واسع النطاق واستعادة السيطرة على مدن الضفة الغربية. والأربعاء أيضًا، أطلق مسلحون من غزة النار على مزارع إسرائيلي وأصابوه بجروح طفيفة في حقول الكيبوتس الذي يملكه بالقرب من السياج الحدودي، وفقًا للجيش الإسرائيلي. وقال الجيش إن نشطاء أطلقوا أيضا أكثر من عشرة صواريخ على إسرائيل لكن لم تقع إصابات.

## أبريل

### 1 أبريل
- قتلت القوات الإسرائيلية اثنين من نشطاء حماس في غارة ومعارك بالأسلحة النارية قبل الفجر في غزة.
- قتل إسرائيلي بالرصاص يوم الاثنين فلسطينيا في الضفة الغربية المحتلة قال الجيش إنه حاول طعن مستوطنين يهود في محطة للحافلات. وقال مصدر أمني فلسطيني إن القتيل مدني لا ينتمي إلى أي جماعة مسلحة ونفى محاولته مهاجمة إسرائيليين.

### 2 أبريل
- قُتل أحد نشطاء حماس وجندي إسرائيلي في اشتباكات في جنوب غزة.
- تسلل مسلحون من قطاع غزة عبر الحدود وفتحوا النار على مستودع للوقود في جنوب إسرائيل، مما أسفر عن مقتل مدنيين إسرائيليين اثنين. قُتل اثنان من المهاجمين بعد ذلك وفر اثنان منهما عائدين إلى غزة.
- وحملت الحكومة الإسرائيلية حكام حماس في غزة المسؤولية عن الهجوم وأرسلت دبابات وقوات وطائرات إلى الأراضي الفلسطينية. وتوفي ما لا يقل عن سبعة فلسطينيين آخرين خلال النهار.

### 16 أبريل
- وقال متحدث باسم الجيش إن ثلاثة جنود إسرائيليين قتلوا في كمين عندما تبادلت القوات إطلاق النار مع مسلحين فلسطينيين كانوا في طريقهم نحو الحدود بين غزة وإسرائيل جنوب معبر ناحال عوز.
- مقتل مصور رويترز يدعى فضل شناعة (23 عاما) واثنين من المارة بالقرب من البريج في غزة أثناء القتال
- وقتل عشرة فلسطينيين آخرين – خمسة مسلحين وخمسة مدنيين – بالقرب من البريج في غزة خلال القتال وفقا لقوات الأمن التابعة لحماس.
- وقالت متحدثة باسم الجيش الإسرائيلي إن أربعة من أعضاء حماس قتلوا عندما دخل جنود شمال غزة في عملية روتينية ضد النشطاء.
- وقالت مصادر أمنية تابعة لحماس إن غارة جوية سابقة قتلت مزارعا فلسطينيا في شمال غزة بالقرب من بيت لاهيا. وقال الجيش الإسرائيلي إن طائراته أطلقت النار على مسلحين كانوا يدخلون سيارة، فأصابت أحدهم.

### 18 أبريل
- قُتل عضو في الجناح العسكري لحركة حماس، في غارة للجيش الإسرائيلي على شمال قطاع غزة مساء الجمعة، بحسب مسؤولين أمنيين فلسطينيين. وتم التعرف على الرجل بأنه عماد أبو عمار، 22 عاماً.

### 19 أبريل
- استخدمت حماس سيارتي جيب انتحاريتين لمهاجمة نقطة عبور كرم سالم مع غزة. وأصيب 13 جنديا وقتل أربعة من مقاتلي حماس.
- وأدت غارة جوية لاحقة إلى مقتل أحد مقاتلي حماس.
- وفي وقت لاحق من مساء السبت، أدى هجوم صاروخي آخر إلى مقتل أربعة مقاتلين من حركة حماس شرق مدينة غزة، حسبما قال مسعفون ومسؤولون أمنيون فلسطينيون. وأكد الجيش الإسرائيلي الغارة، وقال إنها استهدفت مجموعة كانت تحاول إطلاق صواريخ.

### 24 أبريل
- قتل مسلح فلسطيني شخصين يبلغان من العمر 50 عاما بالإضافة إلى حراس الأمن أمس في منطقة صناعية إسرائيلية بالقرب من حدود الضفة الغربية توظف عمالا فلسطينيين واسمها يعني "براعم السلام".[وصلة مكسورة]

### 25 أبريل
- توغلت القوات الإسرائيلية في منطقة بيت لاهيا شمال قطاع غزة في وقت مبكر من اليوم السبت، واعتقلت القيادي المحلي في حركة حماس (طلعت حسن معروف) من منزله وسط قتال عنيف مع مسلحين فلسطينيين، حسبما أفاد نشطاء حماس ومسؤول صحي فلسطيني. وقُتلت في الاشتباكات ابنة المطلوب البالغة من العمر 14 عاماً، وأصيبت زوجته. وأصيب تسعة مقاتلين آخرين. [وصلة مكسورة]

### 28 أبريل
- وكانت عدة ناقلات جند مدرعة إسرائيلية قد دخلت منطقة بيت حانون فيما وصف بأنه عملية بحث روتينية عن قاذفات الصواريخ والقناصة. اقترب رجلان مدججان بالسلاح من الإسرائيليين، مما دفع طائرة إسرائيلية إلى إطلاق صاروخ عليهما، مما أدى إلى مقتلهما.
- يعتقد الإسرائيليون أن حقائب الظهر التي كان يحملها هذان المقاتلان كانت تحتوي على ما يبدو على كميات كبيرة من المتفجرات، والتي انفجرت مما أدى إلى انهيار منزل مجاور، مما أسفر عن مقتل أم وأطفالها الأربعة الصغار. وقال شهود فلسطينيون إنهم يعتقدون أن قذيفة دبابة إسرائيلية أو صاروخا أطلقته طائرة بدون طيار سقطت على المنزل الصغير، مما أدى إلى مقتل الأربعة بينما كانوا يتناولون وجبة الإفطار. وأصيب طفلان آخران من نفس العائلة بجروح خطيرة وتم نقلهما إلى المستشفى.  ومع ذلك، أظهر مقطع فيديو للحادث تم تصويره بطائرة بدون طيار أن الأسرة قُتلت نتيجة انفجارات ثانوية لأسلحة المسلحين وليس من الغارة الجوية.

### 30 أبريل
- بعد ساعات من إعلان الفصائل الفلسطينية قبولها لاقتراح وقف إطلاق النار بوساطة مصرية يوم الأربعاء، قصفت القوات الجوية الإسرائيلية مصنعًا لتصنيع الصواريخ في قطاع غزة. وقال سكان غزة إن شخصا قتل وأصيب ثلاثة في غارة على ورشة حدادة في مدينة رفح بجنوب القطاع. وقالت حركة الجهاد الإسلامي إن القتيل هو أحد قادتها المحليين. وقال شاهد فلسطيني إن ثلاث طائرات هليكوبتر حلقت فوق البلدة وأطلق عليها فلسطينيون على الأرض النار قبل وقوع الغارة الجوية. وقال الجيش إنه لم يتم إصابة أي طائرة. يوم الأربعاء أيضا، فرض الجيش الإسرائيلي إغلاقا كاملا على الضفة الغربية سيستمر حتى يوم ذكرى المحرقة وينتهي في وقت متأخر من مساء الخميس. وقال الجيش الإسرائيلي إنه سيسمح للفلسطينيين بدخول إسرائيل ولكن فقط على أساس إنساني وبموافقة الإدارة المدنية.
- وسقط ما يقرب من 20 صاروخ قسام على النقب الغربي يوم الأربعاء، أصاب أحدها بشكل مباشر ساحة منزل جنوب عسقلان، مما تسبب في أضرار طفيفة وإصابة امرأة بالصدمة. وتم نقلها إلى مستشفى برزيلاي. وفي وقت سابق، سقط صاروخ بالقرب من مدرسة في سديروت، وهو الحادث الثاني من نوعه خلال يومين. وسقط صاروخ قسام يوم الاثنين على ساحة مدرسة في المدينة. ولم يصب أحد في أي من الهجومين.[وصلة مكسورة]

## مايو

### 1 مايو
- وقال الجيش إن غارة جوية إسرائيلية في جنوب قطاع غزة (رفح) قتلت القيادي في حماس (نافذ منصور) الذي شارك في أسر الجندي جلعاد شاليط) قبل عامين والعديد من الهجمات الأخرى. وأكد مسؤولون أمنيون فلسطينيون هوية منصور كقائد في حركة حماس الإسلامية التي تسيطر على غزة.

### 6 مايو
- قال مسؤولون في مستشفى والجيش الإسرائيلي إن غارة جوية إسرائيلية استهدفت نشطاء مسلحين في قطاع غزة أسفرت عن مقتل مسلح فلسطيني وإصابة ثلاثة آخرين اليوم الثلاثاء. وقال مسعفون في غزة إن الغارة على المجموعة بالقرب من بلدة بيت لاهيا في شمال قطاع غزة كانت تستهدف فرقة لإطلاق قذائف الهاون بالقرب من السياج الحدودي مع إسرائيل.[وصلة مكسورة]

### 9 مايو
- قال مسؤولون إن مهاجمين من غزة أطلقوا قذائف هاون سقطت على بلدة حدودية في وقت متأخر من يوم الجمعة، مما أسفر عن مقتل إسرائيلي في حديقته وإصابة ثلاثة آخرين. وردت إسرائيل بضربات صاروخية أسفرت عن مقتل خمسة من نشطاء حماس. وزاد تصاعد العنف من الضغوط على المحاولات التي تقودها مصر لوقف الاشتباكات بين نشطاء غزة والجيش الإسرائيلي. وأعلنت حركة حماس الحاكمة في غزة مسؤوليتها عن إطلاق قذائف الهاون المميتة على مزرعة كفار عزة في جنوب إسرائيل.
- وبعد ساعات، أطلقت طائرات إسرائيلية صواريخ أصابت مركزين للشرطة التابعين لحماس في جنوب غزة، مما أسفر عن مقتل خمسة نشطاء، حسبما قال مسؤولو الصحة في حماس وغزة. وأكد الجيش الإسرائيلي الغارة الجوية وقال إنه كان يرد على هجمات على إسرائيل، بما في ذلك إطلاق قذائف هاون قاتلة على كفار عزة.
- وفي أعمال عنف أخرى الجمعة، قُتل شاب فلسطيني يبلغ من العمر 21 عاما بالرصاص خلال اشتباك مع مستوطنين إسرائيليين شمال مدينة رام الله بالضفة الغربية. وأكد الجيش الإسرائيلي وقوع إطلاق نار بين مستوطنين ورجل فلسطيني مسلح، لكنه لم يكن لديه مزيد من التفاصيل. وبحسب وسائل إعلام إسرائيلية، قال المستوطنون إن الرجل الفلسطيني أطلق النار عليهم، فردوا بإطلاق النار. وقال قرويون فلسطينيون إنه كان على ما يبدو يصطاد عندما قتله المستوطنون.

### 12 مايو
- قالت خدمات الطوارئ الإسرائيلية والجيش إن صاروخا أطلقته حركة الجهاد الإسلامي من قطاع غزة أدى إلى مقتل امرأة إسرائيلية اليوم الاثنين عندما تعرض منزلها لقصف مباشر.

### 14 مايو
- أصاب صاروخ كاتيوشا أُطلق على مدينة عسقلان الإسرائيلية عيادة في الطابق الثالث من مركز تسوق هوزوت. وأدى هذا الهجوم إلى إصابة ثلاثة أشخاص بجروح خطيرة (منهم فتاة تبلغ من العمر ثماني سنوات)، وإصابتين متوسطتين، وإصابة أحد عشر شخصًا بجروح طفيفة. وقالت الجبهة الشعبية لتحرير فلسطين - القيادة العامة إن مقاتليها أطلقوا الصاروخ.

## يونيو

### 2 يونيو
- سقطت سبعة صواريخ قسام وأربع قذائف هاون في صحراء النقب الغربي. وأصيب خمسة أشخاص، من بينهم مزارعان بدويان ومزارع وعاملان تايلانديان مهاجران.

### 6 يونيو
- قُتل رجل إسرائيلي وأصيب أربعة آخرين أمس عندما أطلق نشطاء حماس في قطاع غزة قذيفة هاون على كيبوتس في صحراء النقب الغربي. ولقي أمنون روزنبرغ، 51 عاما، وهو أب لثلاثة أطفال، حتفه عندما سقطت القذيفة خارج مصنع للطلاء في كيبوتس نير عوز. أما الضحايا الآخرون فقد أصيبوا بشظايا. وبعد وقت قصير من الهجوم، قُتلت فتاة فلسطينية تبلغ من العمر ستة أعوام وأصيبت والدتها عندما شنت الطائرات الحربية الإسرائيلية غارة على المسلحين المشتبه في أنهم أطلقوا قذائف الهاون. أخطأ صاروخ هدفه وسقط في حديقة منزل العائلة في غزة.

### 8 يونيو
- تعرض أربعة رعاة فلسطينيين للاعتداء مساء الأحد على يد مهاجمين ملثمين بالقرب من مستوطنة سوسيا بالضفة الغربية في منطقة جبل الخليل الجنوبي. ويزعم الفلسطينيون أن المهاجمين كانوا مستوطنين يهود. وبحسب وكالة الأنباء الفلسطينية وفا، فإن من بين الضحايا امرأة تبلغ من العمر 68 عامًا تم نقلها إلى مركز سوروكا الطبي في بئر السبع في حالة خطيرة. أما الضحايا الباقون، ومن بينهم زوج المرأة البالغ من العمر 70 عاما، فقد أصيبوا بجروح طفيفة وتم علاجهم من قبل مسعفين تابعين للجيش الإسرائيلي في مكان الحادث. وقامت شرطة الخليل بتمشيط المنطقة بحثا عن المهاجمين. قبل شهرين، قال فتى فلسطيني مصاب بكدمات للجنود الذين كانوا يحرسون نقطة تفتيش في منطقة جنوب جبل الخليل، إنه تعرض للضرب على يد مستوطن بعصا أثناء مروره بالقرب من سوسيا.
- وفي وقت سابق من يوم الأحد، أزال الجيش الإسرائيلي 10 حواجز طرق في منطقة جنوب جبل الخليل تنفيذا لأمر وزير الدفاع إيهود باراك لتخفيف القيود المفروضة على السكان الفلسطينيين في الضفة الغربية. وقالت مصادر أمنية لموقع واي نت إن إزالة الحواجز ستسمح للإرهابيين بالسفر بحرية أكبر في جميع أنحاء الضفة الغربية.
- أطلقت سرايا القدس أربعة صواريخ باتجاه جنوب إسرائيل، مما أدى إلى إصابة عامل تايلاندي أجنبي بجروح طفيفة.

### 10 يونيو
- تطلق حماس 18 قذيفة هاون باتجاه إسرائيل، وبعد وقت قصير من الهجمات أفادت مصادر فلسطينية أن ثلاثة من نشطاء حماس قتلوا وأصيب عدد آخر في غارة جوية إسرائيلية على حي الشجاعية بمدينة غزة. وذكرت المصادر أن الرجال كانوا جزءًا من وحدة خاصة تابعة لكتائب عز الدين القسام، الجناح العسكري لحركة حماس. وسقطت قذائف الهاون، التي تم إطلاقها في قذيفتين منفصلتين، في مناطق مفتوحة بالقرب من ناحال عوز.

### 11 يونيو
- وتم إجلاء عمال المصنع من المنطقة بعد اندلاع حريق نتيجة سقوط قذيفتي هاون من غزة. أصيب رجل بجروح طفيفة بشظايا.
- وقال متحدث باسم الجيش الإسرائيلي إن قوة برية هاجمت نشطاء فلسطينيين في وسط قطاع غزة كانوا يحاولون إطلاق صواريخ على إسرائيل من منطقة مبنية. ويقول عمال فلسطينيون إن فتاة داخل منزل قتلت بنيران دبابة. وقال المتحدث الإسرائيلي إنه ليس لديه علم بوقوع خسائر في صفوف المدنيين.
- إجمالاً، قُتل أربعة فلسطينيين يوم الأربعاء على يد قوات الجيش الإسرائيلي، اثنان منهم من نشطاء حماس والجهاد الإسلامي، بينما ورد أن اثنين آخرين من المدنيين.

### 12 يونيو
- ويتبادل مسلحون منذ ساعات الصباح الأولى إطلاق النار مع قوات الاحتلال في منطقة بيت لاهيا شمال القطاع. الجيش الإسرائيلي يقتل ثلاثة مسلحين فلسطينيين. رصد مراقبو الجيش الإسرائيلي مسلحين اثنين يقتربان من السياج الحدودي مقابل بلدة إسرائيلية بقصد زرع عبوة ناسفة على السياج. وتمكنت قوات المشاة التي عبرت الحدود لمسح المنطقة من تحديد مكان أحد المسلحين الذي قتل بعد وقت قصير بقذيفة دبابة. وواصلت القوات تمشيط المنطقة ورصدت المسلح الثاني فهاجمته وقتلته بنيران الأسلحة الخفيفة. وكان الشهيدين من أعضاء كتائب شهداء الأقصى، الجناح العسكري لفتح، واستشهدا في منطقة بيت لاهيا شمال قطاع غزة.
- ومع تعرض المجتمعات المجاورة لغزة في إسرائيل لعشرات من قذائف الهاون والصواريخ، ورد أن المسلحين الفلسطينيين حاولوا التسلل إلى البلاد بمركبة محملة بالمتفجرات. رصد جنود جيش الاحتلال الإسرائيلي جرافة تقترب من السياج الأمني في شمال غزة بسرعة مثيرة للقلق، على مسافة ليست بعيدة عن مستوطنة نتيف هعسارة الإسرائيلية. وفي مرحلة ما، توقفت الجرافة وشوهد رجل يخرج منها ويهرب من مكان الحادث. وشرعت القوات في إطلاق النار وأصابت الرجل.
- استشهد سبعة فلسطينيين وأصيب 40 آخرون في انفجار كبير شمال قطاع غزة بعد ظهر الخميس. ألقت مصادر في حماس باللوم في البداية على غارة جوية إسرائيلية في الانفجار، ثم أطلقت حماس بعد ذلك صواريخ وقذائف هاون على جنوب إسرائيل، لكنها قالت في وقت لاحق إن الانفجار كان عرضيا. وقالت حماس إن اثنين من القتلى السبعة هما من كبار نشطاء الحركة: حسن أبو شقفة، أحد قادة التنظيم في شمال غزة، وأشرف مشتهى، وهو قيادي آخر في حماس. ووقع الحادث في منزل أحمد حمودة، عضو كتائب عز الدين القسام، الجناح العسكري لحركة حماس. لكن الجيش الإسرائيلي أوضح أنه لم تقم أي قوات بشن هجوم في المنطقة. وقال مسؤولون عسكريون إن الجيش يبحث فيما إذا كان الانفجار قد يكون نتيجة انفجار ذخيرة، لكنهم قدروا أنه على الأرجح "حادث عمل" فلسطيني.
- أصيبت امرأة إسرائيلية تبلغ من العمر 59 عاما بجراح طفيفة إلى متوسطة في منطقة ياد موردخاي بعد ظهر الخميس عندما أطلقت الجماعات الفلسطينية المسلحة وابلا من قذائف الهاون وصواريخ القسام ضد المجتمعات الإسرائيلية بالقرب من حدود غزة. وسقط ما لا يقل عن 40 قذيفة هاون و25 صاروخ قسام في إسرائيل، معظمها في المجلس الإقليمي حوف عسقلان، واندلع عدد من الحرائق نتيجة لذلك. وقال أحد أعضاء كيبوتس ناحال عوز لموقع واي نت إنه صدرت تعليمات للسكان حاليا بالبقاء في الملاجئ والغرف المحصنة. وسقطت إحدى القذائف في الأراضي الفلسطينية بالقرب من معبر إيرز، مما أدى إلى إصابة فلسطيني بجروح طفيفة. وطلب مسعفو نجمة داوود الحمراء علاج الرجل الجريح لكن لم يسمح لهم بالوصول. بالإضافة إلى ذلك، سقط صاروخ من نوع "غراد" على ما يبدو بالقرب من عسقلان. ولم يبلغ عن وقوع إصابات لكن عددا من الأشخاص أصيبوا بالصدمة.
- وشنت إسرائيل غارة جوية استهدفت مجموعة صواريخ في غزة، مما أسفر عن مقتل ناشط فلسطيني. وأدت عمليتان عسكريتان إسرائيليتان أخريان في غزة إلى مقتل خمسة نشطاء آخرين.

### 17 يونيو
- اتفق رئيس الوزراء ووزير الدفاع الإسرائيلي على وقف إطلاق النار بوساطة مصرية مع حماس في منطقة غزة اعتبارًا من يوم الخميس 19 يونيو.
- وشنت إسرائيل ثلاث غارات جوية في غزة ضد من وصفهم الجيش بـ "النشطاء الإرهابيين". وقتل ستة مسلحين فلسطينيين. وفي ليلة الثلاثاء، أطلق مسلحون ما يصل إلى 10 صواريخ على إسرائيل. وسقط عدد منها في مناطق مفتوحة حول بلدة سديروت الحدودية الإسرائيلية. وقالت حركة الجهاد الإسلامي إن أربعة من القتلى ينتمون إلى جناحها العسكري. لكن الجيش الإسرائيلي أدرج ثلاثة من القتلى على أنهم أعضاء في جيش الإسلام. وتعرف الجيش على أحد القتلى بأنه معتز دغموش (29 عاما)، وهو عضو كبير وشقيق زعيم المجموعة.

### 18 يونيو
- وقال الجيش إن ما لا يقل عن 40 صاروخا و10 قذائف هاون انفجرت في إسرائيل بحلول الليل. وأعلنت حركة الجهاد الإسلامي مسؤوليتها عن جزء كبير من إطلاق الصواريخ، قائلة إنه كان انتقاما للغارات الجوية الإسرائيلية التي أسفرت عن مقتل 10 نشطاء في اليومين الماضيين. وردت إسرائيل بغارتين جويتين أخريين، مما أدى إلى إصابة فلسطينيين اثنين، وفقا لمسؤولين أمنيين في حماس، أحدهما على الأقل ناشط في حماس. انفجر أحد الصواريخ المسلحة في دفيئة إيلان بشيريم في موشاف يشا، على مسافة ليست بعيدة عن غزة.[9][10]

### 20 يونيو
- أصيب ثلاثة إسرائيليين بجروح جراء إطلاق نار من سيارة مسرعة قرب نيفي تسوف، في وادي الزرقا، شمال رام الله. ويعتقد الجيش الإسرائيلي والشرطة أن أحد المسلحين نصب كمينًا للمتنزهين وأطلق النار عليهم عندما اقتربوا من النطاق. وأصيب أحد المتنزهين بجروح متوسطة إلى خطيرة، وآخر بجراح متوسطة، وثالث بجراح طفيفة. وأعلنت كتائب شهداء الأقصى مسؤوليتها.

### 28 يونيو
- أعلن الجيش الإسرائيلي أن جنوده دخلوا قرية بيت أمر، بالقرب من الخليل، في وقت متأخر من يوم الجمعة في عملية لوقف الهجمات بالقنابل الحارقة على مركبات إسرائيلية على طريق سريع قريب. وقال متحدث عسكري إن القوات أطلقت النار على مسلح ألقى زجاجتين مولوتوف عليهما. وقال الفلسطينيون إن الرصاص أدى إلى مقتل محمد علامة، 17 عاما، وهو أحد مجموعة من الشباب الذين قاتلوا الجنود. ولم يكن هناك ما يشير إلى أن علامة كان عضوا في جماعة مسلحة ولا توجد إشارة فورية على الانتقام من غزة صباح السبت. [وصلة مكسورة]

## أكتوبر
- خلال أكتوبر/تشرين الأول 2008، انخفض العنف الإسرائيلي الفلسطيني إلى أدنى مستوى له منذ بداية انتفاضة الأقصى في سبتمبر/أيلول 2000. وتم الإبلاغ عن عدة انتهاكات إسرائيلية: ففي جنوب غزة، في 3 أكتوبر/تشرين الأول، أطلق جيش الاحتلال الإسرائيلي النار على فلسطينيين غير مسلحين بالقرب من الحدود وأرسل جنودًا إلى القطاع لاعتقالهما واحتجازهما في إسرائيل. وفي 27 أكتوبر/تشرين الأول، أطلق جنود الجيش الإسرائيلي النار على غزة لأسباب غير معروفة مما أدى إلى إلحاق أضرار بمدرسة في خزاعة وإصابة طفل واحد. تعرضت قوارب الصيد الفلسطينية قبالة ساحل غزة لإطلاق النار في أربع مناسبات منفصلة خلال الشهر، مما أدى إلى إصابة صيادين اثنين. طوال شهر تشرين الأول/أكتوبر 2008، تم الإبلاغ عن انتهاك فلسطيني واحد: تم إطلاق صاروخ واحد على إسرائيل دون أن يسبب أي أضرار أو إصابات. وفي نهاية الشهر بعثت وزيرة الخارجية الأميركية كوندوليزا رايس رسالة إلى حماس تعترف فيها بجهودها في الحفاظ على السلام.[11]

## شهر نوفمبر
- منذ اندلاع العنف في الرابع من تشرين الثاني/نوفمبر، انخرطت القوات الإسرائيلية والمسلحون، وبعضهم من حماس، في تبادلات متبادلة شبه يومية. [12] وفي غضون عشرة أيام تقريبًا منذ حادثة 4 نوفمبر/تشرين الثاني، قُتل أحد عشر مسلحًا وتم إطلاق حوالي 140 صاروخًا وقذيفة هاون من غزة على إسرائيل. في 16 تشرين الثاني/نوفمبر، قُتل أربعة من مقاتلي لجان المقاومة الشعبية في غارة جوية إسرائيلية أثناء إطلاقهم قذائف الهاون على إسرائيل. [13] وفي 17 نوفمبر/تشرين الثاني، اختبأ قادة حماس وسط تهديدات إسرائيلية بالاستهداف. [14]

## ديسمبر
- طوال الفترة من 12 إلى 15 كانون الأول (ديسمبر)، سقطت خمسة صواريخ قسام وقذيفتي هاون تم إطلاقها من شمال غزة في النقب الغربي لإسرائيل. [15] [16] [17] [18]

- في 16 كانون الأول (ديسمبر)، تم إطلاق ثمانية صواريخ من طراز القسام على إسرائيل من قطاع غزة. [19] [20] في 17 كانون الأول (ديسمبر)، سقط ثلاثة وعشرون صاروخاً من طراز القسام في النقب الغربي. [21]

- طوال يوم 20 كانون الأول (ديسمبر)، تم إطلاق ما لا يقل عن 15 صاروخ قسام و26 قذيفة هاون باتجاه منطقة النقب الغربي. [22] وهاجمت القوات الجوية الإسرائيلية عدة أهداف في قطاع غزة، بما في ذلك مخزن أسلحة في مخيم جباليا للاجئين، ومصنع صواريخ في خان يونس وموقع لشرطة الحدود التابعة لحماس، مما أدى إلى إصابة اثنين من أعضاء حماس. [23]

- وفي ليلة 23 ديسمبر/كانون الأول، قتل الجنود الإسرائيليون ثلاثة مسلحين من حماس. وقال الجيش إن الرجال كانوا يستعدون لزرع متفجرات على طول الحدود. [24]

- في 26 ديسمبر/كانون الأول، أعادت إسرائيل فتح خمسة معابر حدودية بين إسرائيل وغزة، بعد إغلاق دام ثمانية أيام، لتزويد الوقود لمحطة توليد الكهرباء الرئيسية في غزة ولتوفير حوالي 100 حمولة شاحنة من المساعدات الإنسانية، بما في ذلك الحبوب والسلع الأخرى. [25] [26] وفي ذلك اليوم، أطلق المسلحون ما يقرب من اثني عشر صاروخًا وقذائف هاون من غزة على إسرائيل. أصاب أحدها منزلا في شمال غزة عن طريق الخطأ، مما أدى إلى مقتل شقيقتين فلسطينيتين وإصابة ثالثة. [27] [28] وفقا لوزارة الخارجية الإسرائيلية، فإن المعابر التجارية إلى قطاع غزة مغلقة في معظمها منذ 6 تشرين الثاني/نوفمبر، بسبب إطلاق نحو 230 صاروخا وقذائف هاون على إسرائيل. وذكرت وزارة الخارجية أن معبر إيريز ظل مفتوحًا أمام حركة المرور الدولية والطبية. [29]